# SQL Server Integration Services
SQL Server Integration Services (SSIS) è il componente di Microsoft SQL Server 2005 che sostituisce Data Transformation Services (DTS), parte di SQL Server dalla Versione 7.0.  Diversamente da DTS, che erano disponibili in ogni versione del prodotto, SSIS è incluso solo nelle edizioni "Standard", "Professional" ed "Enterprise".
Integration Services è una piattaforma per costruire applicazioni di integrazione dati e di workflow, ed esegue script. Il suo campo di applicazione principale è il data warehousing perché fornisce tool per l'estrazione e trasformazione dei dati. Il tool può essere utilizzato anche per automatizzare la manutenzione di db SQL server.